# Zombie Nightmare
Zombie Nightmare è un film del 1986, diretto da Jack Bravman.

## Trama
Tony Washington viene ucciso da una banda di teenager. Molly Mokembe è una sacerdotessa voodoo che lo riporta in vita così da fargli ottenere vendetta così che possa riposare in pace.